# 第一世代抗ヒスタミン薬
第一世代抗ヒスタミン薬（だいいちせだいこうヒスタミンやく、英語: First-Generation Antihistamine）とは、抗ヒスタミン薬のうち、第二世代抗ヒスタミン薬の開発以前に開発された薬剤で、眠気などの中枢神経抑制作用や、口渇や胸やけなどの抗コリン作用などの副作用が比較的あらわれやすいものを言う。よく知られているものとして、インペアード・パフォーマンスがあり、これは別名「鈍脳」と呼ばれ、認知機能の能力を低下させる。つまり、本来必要とされる作用以外の作用が強いということである。このため、これら古い第一世代抗ヒスタミン薬に変わって、抗ヒスタミン作用に選択性を高めた第二世代抗ヒスタミン薬が開発され1980年代より用いられている。
第一世代抗ヒスタミン薬は、抗コリン作用があらわれやすいことから、緑内障患者や、前立腺肥大等、下部尿路に閉塞性疾患のある患者は服用を避けるべきである。そのことが医薬品の添付文書に記載されている。薬効分類では、多くは「抗ヒスタミン剤」、一部は「精神神経用剤」に分類される。また高齢者に推奨できない医薬品であるビアーズ基準に収載されている。

## 薬効分類
多くは、日本標準商品分類番号の医薬品の薬効分類における「抗ヒスタミン剤」に分類される（分類番号：874411、874412、874413、874415、874419）。一部の薬剤は、「精神神経用剤」（番号：871179）に分類される。
第一世代抗ヒスタミン薬は、エタノールアミン系、プロピルアミン系、ピペラジン系、ピペリジン系の4種類に大別される。また、上記の「抗ヒスタミン剤」は、日本標準商品分類番号では、さらにジフェンヒドラミン系 (874411)、トリペレナミン系 (874412)、フェノチアジン系 (874413)、ジフェニルピラリン系 (874415)、その他 (874419)の5つに分類されている。

## 代謝
第一世代抗ヒスタミン薬は、第二世代の多くとは異なり、肝臓のシトクロムP450のCYP3A4やCYP2D6で代謝されてから腎臓より排泄される。

## エタノールアミン系抗ヒスタミン剤
エタノールアミン系は、抗ヒスタミン作用が非常に強力であるが、それと同時に中枢神経抑制作用や抗コリン作用も強い。

### ジフェンヒドラミン系
- ジフェンヒドラミン（商品名レスタミン、ベナ、ドリエル）（1951年発売）

本剤はドリエルが睡眠薬として使われているように、中枢神経抑制の副作用が非常に強いため、内服薬が医療用に用いられることは稀である。一方でかゆみ止めの作用が強いため、外用剤としては、ベナパスタを始めとして頻用される。
- タンニン酸ジフェンヒドラミン（商品名レスタミンA）

### ジフェニルピラリン系
- テオクル酸ジフェニルピラリン（商品名プロコン）（1958年発売）

### その他
- クレマスチン（商品名タベジール）（1970年発売）

本剤はd-マレイン酸クロルフェニラミン（商品名ポララミン）に次いで、第一世代抗ヒスタミン薬のなかでは、医療現場で頻要されている薬剤である。一般用医薬品の風邪薬に含有されることも多い。本剤は、他の第一世代抗ヒスタミン薬と比較して、持続性が高い点が特徴的である。

## プロピルアミン系抗ヒスタミン剤

### トリペレナミン系
- トリプロリジン（商品名ベネン）（1978年薬価収載）

### その他
- dl-マレイン酸クロルフェニラミン（商品名ネオレスタミン、アレルギン）（1953年発売）
- d-マレイン酸クロルフェニラミン（商品名ポララミン、ネオマレルミンTR）（1959年発売）

本剤は第一世代抗ヒスタミン薬としては比較的眠気の発現が少ないほうであるため、第一世代抗ヒスタミン薬のなかでは、最も医療現場で頻用されている薬剤である。また、一般用医薬品の風邪薬にもっとも含有されることの多い抗ヒスタミン薬でもある。

## フェノチアジン系抗ヒスタミン剤の例
- プロメタジン（商品名ピレチア、ヒベルナ）（1955年発売）

本剤は、抗ヒスタミン作用のほか、抗パーキンソン作用（手のふるえなどのパーキンソン病の症状を抑える作用）や制吐作用、めまい（メニエール病）を抑える作用がある点で特徴的である。
- アリメマジン（商品名アリメジン）（1959年発売）

なお、メキタジン（商品名ゼスラン、ニポラジン）は、上記二つの薬剤と同じフェノチアジン系抗ヒスタミン剤に分類されることから、第一世代抗ヒスタミン薬であるとの論者もいるが、一般的には、第二世代抗ヒスタミン薬であるとの認識がなされている。

## ピぺラジン系抗ヒスタミン剤の例

### 抗アレルギー性緩和精神安定剤
- ヒドロキシジン（商品名アタラックス）（1958年発売）
- パモ酸ヒドロキシジン（商品名アタラックスP、ボブスール）（1965年発売）

本剤は2005年3月までは、薬局で広く零売されており、ブロムワレリル尿素（商品名ブロバリン、リスロンSなど）とともに、医師の指示によることなく、一般用医薬品と同様に、市中で容易に購入が可能であった。零売による安易な医療用医薬品の使用を抑制し、続発する自殺未遂を未然に防ぐべく、上記2剤は2005年4月1日、処方箋医薬品に指定され、薬局・ドラッグストアでの販売は不可能となった。

### その他
- ホモクロルシクリジン（商品名ホモクロミン）（1965年発売）

本剤は、ブラディキニン（疼痛誘発物質の一つ）拮抗性・抗アレルギー剤であり、抗ヒスタミン作用のほか、抗セロトニン作用、抗アセチルコリン作用を有する点で特徴的である。

## ピぺリジン系抗ヒスタミン剤の例
- シプロヘプタジン製剤（商品名ペリアクチン）（1962年発売）

本剤は抗ヒスタミン作用のほか、抗セロトニン作用を有する点が特徴的である。

## ガイドライン
日本睡眠学会は、不眠症、特に慢性の場合に対して、ジフェンヒドラミンなどの第一世代抗ヒスタミン薬は推奨できず、痒みによる二次性の不眠症に対しては、催眠鎮静作用の強い第一世代抗ヒスタミン薬は推奨できないとし、第二世代抗ヒスタミン薬でも翌日の眠気への影響を考慮すべきだとしている。
また高齢者に推奨できない医薬品であるビアーズ基準に収載されており、高齢者では第二世代の抗ヒスタミン薬を使用するのが望ましい。